# Monochoria cyanea
Monochoria cyanea là một loài thực vật có hoa trong họ Pontederiaceae. Loài này được (F.Muell.) F.Muell. mô tả khoa học đầu tiên năm 1872.